# Liquigas 2007
Questa voce raccoglie le informazioni riguardanti la Liquigas nelle competizioni ufficiali della stagione 2007.

## Stagione
Avendo licenza da UCI ProTeam, la squadra ciclistica italiana aveva diritto di partecipare alle gare del circuito UCI ProTour 2007, oltre a quelle dei circuiti continentali UCI.

## Organico

### Staff tecnico
TM=Team Manager; DS=Direttore Sportivo.
|  | Naz.              | Ruolo | Sportivo        |  |  |  |
|  | ----------------- | ----- | --------------- |  |  |  |
|  | Italia (bandiera) | TM    | Roberto Amadio  |  |  |  |
|  | Italia (bandiera) | DS    | Mario Chiesa    |  |  |  |
|  | Italia (bandiera) | DS    | Dario Mariuzzo  |  |  |  |
|  | Italia (bandiera) | DS    | Stefano Zanatta |  |  |  |
|  | Italia (bandiera) | DS    | Mario Scirea    |  |  |  |

### Rosa
|  | Naz.                   |  | Sportivo               | Anno |  |  |
|  | ---------------------- |  | ---------------------- | ---- |  |  |
|  | Svizzera (bandiera)    |  | Michael Albasini       | 1980 |  |  |
|  | Svezia (bandiera)      |  | Magnus Bäckstedt       | 1975 |  |  |
|  | Spagna (bandiera)      |  | Manuel Beltrán         | 1971 |  |  |
|  | Italia (bandiera)      |  | Leonardo Bertagnolli   | 1978 |  |  |
|  | Svizzera (bandiera)    |  | Patrick Calcagni       | 1977 |  |  |
|  | Italia (bandiera)      |  | Eros Capecchi          | 1986 |  |  |
|  | Finlandia (bandiera)   |  | Kjell Carlström        | 1976 |  |  |
|  | Italia (bandiera)      |  | Dario Cataldo          | 1985 |  |  |
|  | Italia (bandiera)      |  | Francesco Chicchi      | 1980 |  |  |
|  | Italia (bandiera)      |  | Mauro Da Dalto         | 1981 |  |  |
|  | Italia (bandiera)      |  | Danilo Di Luca         | 1976 |  |  |
|  | Italia (bandiera)      |  | Francesco Failli       | 1983 |  |  |
|  | Brasile (bandiera)     |  | Murilo Fischer         | 1979 |  |  |
|  | Italia (bandiera)      |  | Enrico Gasparotto      | 1982 |  |  |
|  | Rep. Ceca (bandiera)   |  | Roman Kreuziger        | 1986 |  |  |
|  | Bielorussia (bandiera) |  | Aljaksandr Kučynski    | 1979 |  |  |
|  | Croazia (bandiera)     |  | Vladimir Miholjević    | 1974 |  |  |
|  | Slovenia (bandiera)    |  | Matej Mugerli          | 1981 |  |  |
|  | Italia (bandiera)      |  | Vincenzo Nibali        | 1984 |  |  |
|  | Italia (bandiera)      |  | Andrea Noè             | 1969 |  |  |
|  | Italia (bandiera)      |  | Luca Paolini           | 1977 |  |  |
|  | Italia (bandiera)      |  | Franco Pellizotti      | 1978 |  |  |
|  | Italia (bandiera)      |  | Roberto Petito         | 1971 |  |  |
|  | Italia (bandiera)      |  | Filippo Pozzato        | 1981 |  |  |
|  | Italia (bandiera)      |  | Manuel Quinziato       | 1979 |  |  |
|  | Italia (bandiera)      |  | Alessandro Spezialetti | 1975 |  |  |
|  | Stati Uniti (bandiera) |  | Guido Trenti           | 1972 |  |  |
|  | Italia (bandiera)      |  | Alessandro Vanotti     | 1980 |  |  |
|  | Regno Unito (bandiera) |  | Charles Wegelius       | 1978 |  |  |
|  | Belgio (bandiera)      |  | Frederik Willems       | 1979 |  |  |

## Ciclomercato
| Manuel Beltrán       | Discovery Channel |
| Leonardo Bertagnolli | Cofidis           |
| Dario Cataldo        | neo pro           |
| Francesco Chicchi    | Quick-Step        |
| Murilo Fischer       | Naturino          |
| Aljaksandr Kučynski  | Ceramica Flaminia |
| Roberto Petito       | Tenax             |
| Filippo Pozzato      | Quick-Step        |
| Guido Trenti         | Quick-Step        |
| Alessandro Vanotti   | Milram            |
| Frederik Willems     | Chocolade Jacques |

| Dario Andriotto  | Acqua & Sapone |
| Dario Cioni      | Predictor      |
| Daniele Colli    | Panaria        |
| Alberto Curtolo  | -              |
| Stefano Garzelli | Acqua & Sapone |
| Nicola Loda      | fine carriera  |
| Marco Milesi     | fine carriera  |
| Marco Righetto   | -              |
| Stefano Zanini   | Predictor      |

## Palmarès

### Corse a tappe
- Giro d'Italia

1ª tappa (cronometro)
4ª tappa (Danilo Di Luca)
12ª tappa (Danilo Di Luca)
16ª tappa (Danilo Di Luca)
Classifica generale (Danilo Di Luca)
Classifica a punti  (Danilo Di Luca)
- Paris-Nice

2ª tappa (Franco Pellizotti)
Classifica a punti (Franco Pellizotti)
- Vuelta al País Vasco

2ª tappa (Manuel Beltran)
- Tour de France

5ª tappa (Filippo Pozzato)
- Tour de Pologne

5ª tappa (Murilo Fischer)
6ª tappa (Filippo Pozzato)
- Settimana Internazionale di Coppi e Bartali

3ª tappa (Danilo Di Luca)
- Settimana Ciclistica Lombarda

Prologo (cronosquadre)
1ª tappa (Roman Kreuziger)
4ª tappa (Alessandro Vanotti)
- Trois jours de La Panne

1ª tappa (Luca Paolini)
- Circuit de la Sarthe

3ª tappa (Michael Albasini)
- Five rings of Moscow

1ª tappa, parte b (Aljaksandr Kučynski)
2ª tappa (Aljaksandr Kučynski)
4ª tappa, parte b (Aljaksandr Kučynski)
Classifica generale (Aljaksandr Kučynski)
- Giro di Slovenia

3ª tappa (Vincenzo Nibali)
4ª tappa (Vincenzo Nibali)
- Brixia Tour

4ª tappa (Francesco Chicchi)
- Post Danmark Rundt

1ª tappa (Francesco Chicchi)
4ª tappa, parte a (Francesco Chicchi)
- Tour de l'Avenir

2ª tappa (Dario Cataldo)
7ª tappa (Dario Cataldo)

### Corse in linea
- Liège-Bastogne-Liège (Danilo Di Luca)
- Milano-Torino (Danilo Di Luca)
- Clásica de San Sebastián (Leonardo Bertagnolli)
- Memorial Cimurri (Leonardo Bertagnolli)
- Tour du Haut-Var (Filippo Pozzato)
- Omloop Het Volk (Filippo Pozzato)
- Trofeo Matteotti (Filippo Pozzato)
- Gran Premio Industria e Commercio di Prato (Filippo Pozzato)
- Gran Premio Industria e Artigianato (Vincenzo Nibali)
- Giro di Toscana (Vincenzo Nibali)
- Memorial Marco Pantani (Franco Pellizotti)

### Campionati nazionali
- Campionato svedese

In linea (Magnus Bäckstedt)

## Classifiche UCI

### Calendario mondiale UCI
Individuale
Piazzamenti dei corridori della Liquigas nella classifica individuale del UCI ProTour 2007.
| Pos. | Ciclista             | Punti |
| ---- | -------------------- | ----- |
| 29   | Leonardo Bertagnolli | 70    |
| 45   | Franco Pellizotti    | 52    |
| 51   | Manuel Beltrán       | 43    |
| 64   | Luca Paolini         | 36    |
| 65   | Filippo Pozzato      | 36    |
| 69   | Francesco Chicchi    | 32    |
| 71   | Roberto Petito       | 31    |
| 80   | Roman Kreuziger      | 30    |
| 122  | Vincenzo Nibali      | 8     |
| 151  | Murilo Fischer       | 6     |
| 152  | Aliaksandr Kuchynski | 6     |
| 153  | Mauro Da Dalto       | 6     |
| 154  | Frederik Willems     | 6     |
| 155  | Magnus Bäckstedt     | 6     |
| 156  | Manuel Quinziato     | 6     |
| 185  | Enrico Gasparotto    | 3     |
| 188  | Michael Albasini     | 3     |

Squadra
La Liquigas chiuse in seconda posizione con 354 punti.